# 하게역
하게역(일본어: 半家駅)은 일본 고치현 시만토시에 위치한 시코쿠 여객철도 요도 선의 철도역이다. 역 번호는 G33이며, 단선 승강장 1면 1선의 구조를 갖춘 지상역이다.

## 역 주변
- 하게 대교
- 국도 제441호선

## 역사
- 1974년 3월 1일 : 일본국유철도의 역으로서 개업.
- 1987년 4월 1일 : 일본국유철도 분할 민영화로 인해, 시코쿠 여객철도가 승계.

## 인접 역
| 시코쿠 여객철도 요도 선 | 시코쿠 여객철도 요도 선 | 시코쿠 여객철도 요도 선           |
| ----------------------- | ----------------------- | --------------------------------- |
| G 32 도카와 와카이 방면 | 요도 선                 | 에카와사키 G 34 기타우와지마 방면 |